# Fiat C.R.25
Il Fiat C.R.25 è un aereo militare realizzato dall'azienda italiana Fiat alla fine degli anni trenta; progettato da Celestino Rosatelli nel 1936, malgrado sia stato realizzato in un ridotto numero di esemplari, fu impiegato dalla Regia Aeronautica durante la seconda guerra mondiale in diversi ruoli, come ad esempio caccia a lungo raggio, ricognitore a medio raggio, bombardiere leggero e veloce aereo da trasporto.

## Storia del progetto
Il Fiat C.R.25 nacque come progetto autonomo della Fiat per un bombardiere leggero veloce, adatto anche alla ricognizione armata, il cui studio, ancora allo stadio iniziale, venne riadattato per poter competere nel concorso della Regia Aeronautica, del gennaio 1937, per un nuovo caccia assaltatore (lo stesso che venne poi vinto dal Breda Ba.88). Questa iniziale incertezza nella destinazione finale, segnò tutta la vita del progetto e, se da un lato contribuì a farne un aereo versatile ed adattabile con facilità a diversi ruoli, dall'altro fu tra le diverse ragioni dell'insuccesso in quanto il C.R. 25 non venne considerato particolarmente adatto a nessuno di essi.
L'incertezza emerse fin dalla riunione della Commissione di Allestimento del prototipo del C.R.25, nell'aprile 1937, in cui il Direttore della Commissione, generale Cebrelli, rilevò che l'aereo somigliava ancora troppo ad un bombardiere, data la presenza dei posti di pilotaggio accoppiati e dei dispositivi di puntamento per il lancio delle bombe, e suggerì, per adattarlo meglio al ruolo di assaltatore, di eliminare il posto del secondo pilota-puntatore e tutte le attrezzature da bombardamento, in modo da ridurre la sezione frontale al minimo e migliorare le prestazioni velocistiche dell'aereo (che, rimanendo le cose come stavano, sarebbero state inferiori al minimo richiesto nel concorso). Lo stesso Cebrelli richiese inoltre l'installazione di 4 mitragliatrici da 12,7 mm concentrate a prua. Celestino Rosatelli, in rappresentanza della Fiat, replicò che, se erano presenti le installazioni per le bombe, era perché la Regia Aeronautica le aveva richieste e queste richiedevano i dispositivi di puntamento; che la larghezza della fusoliera era dettata dall'installazione della torretta dorsale con relativa mitragliatrice da 12,7 mm, anche questa richiesta specificatamente dalla Regia Aeronautica, e che 4 armi in caccia con il pieno carico di 400 colpi ciascuna avrebbero appesantito troppo la prua dell'aereo (solo armi e munizioni, senza contare l'installazione, avrebbero pesato 284 kg in totale) e peggiorato l'aerodinamica, si disse però disponibile ad aggiungere una terza mitragliatrice.
La riunione si concluse con un compromesso, secondo cui l'aereo avrebbe perso il terzo membro dell'equipaggio ed i doppi comandi, ma il secondo membro sarebbe rimasto in posizione affiancata al pilota e sarebbero state installate tre mitragliatrici da 12,7 mm nel muso. Le attrezzature da bombardamento e la torretta sarebbero rimaste ed il secondo pilota avrebbe fatto, all'occorrenza, da marconista, mitragliere, e puntatore. Dato che l'aeronautica cercava ufficialmente un caccia assaltatore, non destò interesse la proposta, pure ventilata, di ricavare lo spazio per una quarta bomba da 100 kg. Di questa versione vennero commissionati alla Fiat 40 esemplari prima ancora che il prototipo volasse.
Il prototipo MM 332 venne portato in volo dal comandante Valentino Cus il 22 luglio 1937, ottenne una velocità massima di 490 km/h (che tuttavia non poté essere mantenuta negli esemplari di serie, con le dotazioni belliche complete) e, nei mesi successivi, ottenne una serie di valutazioni positive da parte dei collaudatori della Regia Aeronautica, non solo per le ottime qualità di volo, ma anche perché questi si rendevano conto che, proprio grazie alla sua struttura classica in tubi, facilmente modificabile, l'aereo mostrava possibilità evolutive superiori a quelle del Ba.88.
Fu quindi una sorpresa la decisione della Regia Aeronautica, nei primi mesi del 1938 (proprio quando le prime nubi cominciavano ad addensarsi sul destino del Ba.88) di destinare i previsti 40 aerei alla ricognizione terrestre anziché all'assalto (decisione che ebbe l'effetto di bloccare l'installazione della terza mitragliatrice frontale).  Ancora più sorprendente fu la decisione successiva, dell'Agosto 1939, di modificare la commessa, già in fase di avanzata realizzazione, per limitarla a soli 8 aerei, oltre i due prototipi, preferendo al C.R.25, nel ruolo di ricognitore, i lenti bimotori Caproni della serie "300".
Gli esemplari richiesti vennero consegnati alla Regia Aeronautica all'inizio del 1940, e da questa accantonati (a parte il prototipo MM 332, ricondizionato per il trasporto passeggeri e assegnato all'Ambasciata d'Italia a Berlino), finché le esigenze belliche non condussero a riconsiderarne l'impiego operativo, in qualità di ricognitore.
Nella primavera del 1943 la Fiat propose un nuovo prototipo (presumibilmente dotato di un motore più potente da 1 175 hp e con due cannoncini Mauser da 20 mm al posto delle mitragliatrici ormai inefficaci) ma la Regia Aeronautica non mostrò alcun interesse.

## Tecnica

### Struttura
Il C.R.25 era un monoplano ad ala bassa dalla struttura interamente metallica. La fusoliera era realizzata con l'impiego di tubi d'acciaio saldati ed aveva sezione rettangolare. Il rivestimento era realizzato in duralluminio tranne che nella sezione centrale del tronco di fusoliera (tra il bordo d'uscita dell'ala e gli impennaggi, dove era impiegata la tela. Nella parte centrale della fusoliera, sul lato di sinistra, era disposta la porta d'accesso.
Il carrello d'atterraggio era di tipo triciclo posteriore; gli elementi anteriori erano costituiti da una singola ruota e si ritraevano nella sezione posteriore delle gondole dei motori.
I piani di coda erano di tipo tradizionale, con lo stabilizzatore situato alla base della deriva.

### Motore
I motori erano due radiali Fiat A.74 a quattordici cilindri raffreddati ad aria, capaci di sviluppare la potenza di 840 CV (ciascuno), alla quota di 3 800 m. Le eliche erano di tipo Fiat Hamilton, a passo variabile in volo.

### Armamento
L'armamento era costituito da tre mitragliatrici Breda-SAFAT calibro 12,7 mm, di cui due alloggiate nel cono di prua della fusoliera ed una nella torretta dorsale.
La stiva interna consentiva l'impiego di bombe, per un massimo di 700 kg; tale possibilità non trovò praticamente utilizzo pratico nel corso del conflitto.

## Impiego operativo

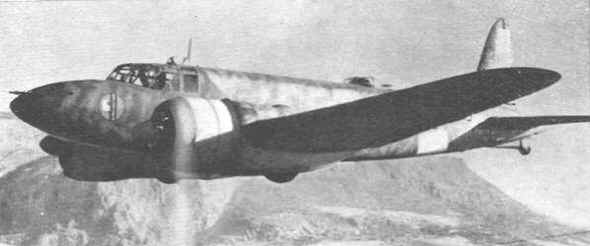
Il C.R. 25 in volo sopra le Alpi.

All'inizio del 1941 la Regia Aeronautica si trovò a far fronte a due esigenze impreviste. Da un lato gli idrovolanti CANT Z.501, Z.506 e Fiat R.S.14, pure indispensabili nei compiti di ricerca e soccorso, potendo ammarare, non erano più adatti alla ricognizione strategica in aree presidiate dal nemico (data la loro scarsa velocità ed agilità), a meno di non essere essi stessi pesantemente scortati, e ancor meno erano adatti al bombardamento marittimo. Dall'altro, i caccia basati a terra non potevano essere destinati alla difesa dei convogli navali diretti in Nordafrica, in quanto potevano incrociare sopra le navi solo per un tempo molto limitato in ragione della loro autonomia insufficiente a tale tipo di missione. Pertanto i convogli stessi risultavano pressoché indifesi contro le incursioni del naviglio insidioso e degli assaltatori inglesi a lungo raggio Bristol Blenheim, basati a Malta.
I nove esemplari di C.R.25, che giacevano ormai da un anno accantonati nei depositi, con la loro lunga autonomia, agilità e (relativamente) alta velocità vennero considerati adeguati per affrontare la situazione. Con personale proveniente dagli idrovolanti del 31º e 35º Stormo Bombardamento Marittimo venne costituita la 173ª Squadriglia Ricognizione Strategica Terrestre che, dopo un periodo di prova, caratterizzato da un incidente di atterraggio (durante il quale andò perduto l'esemplare con matricola MM332), compì la sua prima missione di ricognizione il 24 luglio 1941.
Da allora, in un anno e mezzo di attività estenuante, i mezzi vennero sfruttati fino ad esaurimento (per mancanza di ricambi, dato che gli aerei erano pezzi unici, quelli in peggiori condizioni dovevano essere cannibalizzati per far volare gli altri) dalla 173ª squadriglia. I C.R.25 fecero scalo praticamente in tutti gli aeroporti amici del bacino del Mediterraneo, producendosi in missioni di ricognizione non scortata in zone pesantemente presidiate dalla caccia nemica (fino sopra le installazioni militari di Malta), scorta ai convogli diretti in Libia e ripetuti scontri a fuoco con i Blenheim, Beaufort e Beaufighter inglesi, conquistando un record invidiabile: quasi 400 ore di missioni di guerra ma nessun aereo perso per guasto tecnico o fuoco nemico. Infatti la macchina venne considerata così affidabile che venne adottata dalla rappresentanza della Regia Aeronautica a Berlino per i propri frequenti spostamenti non stop tra Berlino Gatow e Roma Ciampino.
Nel febbraio 1943, progressivamente superati dai caccia messi in servizio dalle aviazioni nemiche, gli ultimi quattro CR.25 della 173ª Squadriglia in grado di volare vennero ritirati dal servizio e immagazzinati nei depositi della Regia Aeronautica di Cameri (per essere sostituiti dai Caproni Ca.314) senza per altro aver ottenuto successi di rilievo ma impegnati per lo più in un onesto, utile e faticoso compito di ricognizione armata, spesso svolto in collaborazione con gli apparecchi Caproni.

## Utilizzatori
Italia
- Regia Aeronautica
  - 173ª Squadriglia Ricognizione Strategica Terrestre